# Linda Efler
Linda Efler (* 23. Januar 1995 in Emsdetten) ist eine deutsche Badmintonspielerin, die seit 2013 Mitglied der Nationalmannschaft ist. Sie schloss sich dem SC Union 08 Lüdinghausen an und gewann 2019 und in den beiden folgenden Jahren die deutsche Meisterschaft im Damendoppel, 2019 auch im gemischten Doppel.

## Erfolge

### BWF World Tour
Die BWF World Tour, die am 19. März 2017 angekündigt und 2018 eingeführt wurde, ist eine Serie von Elite-Badmintonturnieren, die von der Badminton World Federation sanktioniert wird. Die BWF World Tour ist in sechs Stufen unterteilt, nämlich World Tour Finals, Super 1000, Super 750, Super 500, Super 300 (Teil der HSBC World Tour) und die BWF Tour Super 100.
| Jahr | Turnier             | Level     | Partner       | Gegner                      | Ergebnis     | Platzierung   |
| ---- | ------------------- | --------- | ------------- | --------------------------- | ------------ | ------------- |
| 2018 | US Open (Badminton) | Super 300 | Marvin Seidel | Chan Peng Soon Goh Liu Ying | 19–21, 15–21 | Zweiter Platz |

### BWF International Challenge
| Jahr | Turnier                 | Partnerin     | Gegner                     | Ergebnis            | Platzierung  |
| ---- | ----------------------- | ------------- | -------------------------- | ------------------- | ------------ |
| 2015 | Slovenian International | Lara Käpplein | Chloe Birch Jenny Wallwork | 21–18, 19–21, 21–18 | Erster Platz |

| Jahr | Turnier                     | Partner            | Gegner                         | Ergebnis            | Platzierung  |
| ---- | --------------------------- | ------------------ | ------------------------------ | ------------------- | ------------ |
| 2022 | Ukraine Open                | Jones Ralfy Jansen | Jan Colin Völker Stine Küspert | 21–12, 21–11        | Erster Platz |
| 2017 | St. Petersburg White Nights | Marvin Seidel      | Mark Lamsfuß Isabel Herttrich  | 18–21, 21–16, 21–15 | Erster Platz |
| 2015 | Spanish International       | Marvin Seidel      | Gregory Mairs Jenny Moore      | 21–16, 21–12        | Erster Platz |